# Generations Lost
Generations Lost est un jeu vidéo d'action et de plates-formes sorti en 1994 sur Mega Drive. Le jeu a été développé par Pacific Software et édité par Time Warner Interactive.

## Réception
Le magazine Joypad lui attribue la note de 80%.